# Vardenis
Vardenis (armeniska: Վարդենիս) är en ort i Armenien. En av de äldsta städerna i Armenien. Den ligger i provinsen Gegharkunik, i den östra delen av landet, 100 kilometer öster om huvudstaden Jerevan. Vardenis ligger 1 940 meter över havet och antalet invånare är 11 382.
Terrängen runt Vardenis är kuperad söderut, men norrut är den platt. Vardenis är det största samhället i trakten.
Trakten runt Vardenis består i huvudsak av gräsmarker. Runt Vardenis är det ganska tätbefolkat, med 72 invånare per kvadratkilometer.